# Lista portów lotniczych w Libanie
Lista portów lotniczych w Libanie, ułożonych alfabetycznie.
| Położenie  | ICAO | IATA | NAZWA LOTNISKA                 |
| Bejrut     | OLBA | BEY  | Port lotniczy Bejrut           |
| Al-Kulajat | OLKA | KYE  | Port lotniczy Rene Mouawad     |
| Rijak      | OLRA |      | Baza lotnicza Rijak            |
| Botrys     |      |      | Port lotniczy Wudżah Al Hadżar |